# Протесты в Каталонии (2019)
Протесты в Каталонии (2019) вспыхнули после объявления приговоров ряду каталонских политических лидеров, поддержавших идею отделения региона от Испании. С 16 по 18 октября демонстранты провели так называемые «Марши за свободу» — масштабные акции в поддержку движения за независимость и осуждённых политиков.

## Предыстория
В октябре 2017 года в Каталонии прошел референдум, на котором большинство проголосовало за выход из состава Испании. Через месяц каталонский парламент принял резолюцию о независимости, но результаты референдума официальные испанские власти не признали. В 2019 году против некоторых политиков, выступавших за отделение Каталонии, начались репрессии. Девяти лидерам Каталонии Верховный суд вынес приговор по обвинению в мятеже, несколько подсудимых были оштрафованы. Самый большой тюремный срок получил бывший вице-президент генералитета Ориоль Жункерас: его осудили на 13 лет за подстрекательство к восстанию и растрату. Бывший глава генералитета Каталонии Карлес Пучдемон, который с 2018 года живёт в Бельгии, назвал приговоры варварством .

## Ход событий
14 октября после вынесения Верховным судом приговоров начались беспорядки, сопровождавшиеся перекрытием дорог и железнодорожных путей. Протестующие пытались блокировать работу барселонского аэропорта Эль-Пратта. Полицейские вынуждены были применить силу, использовав дубинки, слезоточивый газ, водомёты и резиновые пули. По оценкам, только в Барселоне на акции протеста вышли около 40 тыс. человек.
На 16 октября насчитывалось 125 пострадавших и 51 задержанных.
Глава правительства автономии Ким Торре из партии «Вместе за Каталонию», которую возглавляет Пучдемон, сначала поддержал протестующих. Он высказался за амнистию осуждённых организаторов референдума. Кроме того, Торре напомнил о давней идее своей партии провести новый референдум о независимости, предположительно, в 2020 году. Однако уже 16 октября в телеобращении он осудил столкновения протестующих с полицией.
18 октября в Каталонии прошла всеобщая забастовка, организованная студенческими и рабочими профсоюзами. По данным правоохранительных органов, на улицах столицы автономии Барселоны собралось более полумиллиона граждан. После этого МВД Испании выпустило заявление, в котором сообщалось, что в день забастовки 101 полицейский и 89 протестующих пострадали, 83 человек задержаны.
Как отметили правоохранительные органы, митинги 20 октября прошли без значительных инцидентов. В региональной полиции уточнили, что в течение дня были задержаны четыре человека.
21 октября прошли митинги в Барселоне возле здания представительства правительства Испании, в котором приняли участие несколько сотен человек. Протестующие выкрикивали требование освободить каталонских политиков, осуждённых Верховным судом. Также толпа скандировала «Каталония — антифашисты» и пела итальянскую песню «Белла чао». Протест прошел в присутствии нарядов полиции, движение по прилегающим улицам частично перекрыли.
26 октября, после окончания проливных дождей, протесты вспыхнули с новой силой. Несколько тысяч человек направились на улицу Лайетана, где расположено представительство Национальной полиции. Митингующие начали забрасывать стражей правопорядка различными предметами, на соседней улице произошли столкновения. Одновременно с этим, в столице страны Мадриде правая партия «Голос» провела свой митинг, где скандировала требования более жесткого наказания каталонским политикам и временного приостановления автономного статуса Каталонии. Крайне правым удалось собрать 20 тысяч сторонников.
29 октября Профсоюз студентов Каталонской страны (SEPC), поддерживающий независимость автономного сообщества от Испании, начал всеобщую забастовку. Основное требование протестующих — добиться права ходить на акции протеста, чтобы это не имело последствий для их оценок, в частности, отменить обязательное посещение занятий. Студенты заблокировали на время трассу AP-7 и провели ряд акций в учебных заведениях. Самая сложная ситуация сложилась в Университете Помпеи Фабра, где протестующие заблокировали входы в три кампуса, чтобы студенты, которые не участвуют в забастовке, не смогли попасть на лекции. Руководство университета призвало организаторов забастовки не мешать праву посещать занятия.
4 ноября Барселону посетил испанский король Филипп VI, что вызвало недовольство местных жителей. У отеля, где остановился монарх, прошла протестная манифестация.
11 ноября протестующие в Каталонии заблокировали дороги в центральную Испанию и Францию. Так, трасса АР7 была перекрыта в районе Ла-Жункера из-за манифестации. Организаторы акции «Демократическое цунами» призвали протестующих заблокировать дорогу и на границе. 13 ноября правоохранительные органы приступили к разгону протестующих на трассе AP-7.
16 ноября сторонники независимости Каталонии начали акции протеста на железнодорожных станциях Барселоны с целью нарушить их работу. Организатором митингов являются так называемые комитеты в защиту республики, которые выступают за выход Каталонии из состава Испании. Манифестантов призывали собираться на разных железнодорожных станциях города, чтобы «полностью заблокировать» региональную столицу.
18 декабря фанаты футбольного клуба «Барселона» устроили беспорядки, требуя от испанских властей обсудить выход Каталонии из состава государства. Также произошли столкновения между фанатской группой «Барселоны» Boixos Nois, группировкой Tsunami Democràtic, выступающей за независимость Каталонии, и полицией. Протестующие переворачивали и сжигали мусорные баки и пытались зайти на футбольный стадион. Полиция применила к митингующим резиновые пули и не пустила их на «Камп Ноу». В результате столкновений протестующих с полицией более 60 человек получили ранения, ещё девять арестованы.
В ночь с 20 на 21 декабря тысячи сторонников независимости Каталонии вышли на улицы Барселоны с требованием освободить лидеров движения независимости. Участники демонстрации несли транспаранты с фамилиями политических заключенных и флаги Каталонии. Некоторые митингующие принесли на акцию факелы. Ночной протест прошел мирно.